# Filippinsolfjäderstjärt
Filippinsolfjäderstjärt (Rhipidura nigritorquis) är en fågel i familjen solfjäderstjärtar inom ordningen tättingar.

## Utseende och läte
Filippinsolfjäderstjärten är en medelstor flugsnapparliknande tätting med den för släktet karakteristiska solfjäderformade stjärten som den ofta reser och knycker från sida till sida. Ovansidan är sotgrå och undersidan vit, med ett svart bröstband och svart ansikte. Strupen är vit, liksom ögonbrynsstrecket. Sången består av varierade och rätt omusikaliska och gnissliga komplexa visslade fraser.

## Utbredning och systematik
Fågeln återfinns i Filippinerna och Suluarkipelagen. Den behandlas som monotypisk, det vill säga att den inte delas in i några underarter. Tidigare betraktades den som en underart till svartvit solfjäderstjärt (R. javanica). 

## Status och hot
Arten har ett stort utbredningsområde, men tros minska i antal, dock inte tillräckligt kraftigt för att den ska betraktas som hotad. Internationella naturvårdsunionen IUCN listar arten som livskraftig (LC).